# 3-nitrochlorbenzen
3-nitrochlorbenzen (systematický název 1-chlor-3-nitrobenzen) je organická sloučenina používaná jako surovina při výrobě řady dalších sloučenin. Je izomerní s 2-nitrochlorbenzenem a 4-nitrochlorbenzenem.

## Výroba
Nitrochlorbenzen se obvykle vyrábí nitrací chlorbenzenu za přítomnosti kyseliny sírové:
C6H5Cl + HNO3 → O2NC6H4Cl + H2O
Při této reakci vzniká směs izomerů, která většinou obsahuje 34–36 % 2-nitrochlorbenzenu, 63–65 % 4-nitrochlorbenzenu a kolem 1 % 3-nitrochlorbenzenu.
Jelikož je výše uvedený způsob pro výrobu 3-izomeru málo účinný, tak se nejčastěji používá chlorace nitrobenzenu. Reakce probíhá za přítomnosti katalyzátoru, přesublimovaného chloridu železitého, při teplotě 33–45 °C.
Získávání čistého 3-nitrochlorbenzenu je obtížné, jelikož se při chloraci nitrobenzenu tvoří i další izomery, které mají podobné fyzikální vlastnosti. Usnadnit jej lze hydrolýzou aktivovaného chloru u 2- a 4- izomerů (vůči které je 3-izomer odolný).

## Reakce
Na rozdíl od ostatních izomerů nitrochlorbenzenu není meta izomer aktivován nukleofilní substitucí na chlorovém centru. Na chlorovaném uhlíku 3-nitrochlorbenzenu lze provést alkylaci a nebo elektrofilní aromatickou substituci. 3-nitrochlorbenzen může být redukován na 3-chloranilin směsí Fe/HCl.

## Použití
3-nitrochlorbenzen jako takový nemá velký význam, používá se však jako prekurzor dalších sloučenin.